# جارود كيمبر
جارود كيمبر (بالإنجليزية: Jarrod Kimber)‏ هو صحفي أسترالي، ولد في 7 يناير 1980 في ملبورن في أستراليا.